# 大橋雄介
大橋 雄介（おおはし ゆうすけ、1964年12月30日 - ）は、関西テレビ放送のアナウンサーで、同局アナウンス部の部長。

## 来歴・人物
東京都大田区出身。東京都立大崎高等学校を経て法政大学卒業後入社。
主にスポーツアナウンサーとして、プロ野球・マラソン・競馬・アメフト・格闘技等を務める。競馬は山本浩之の後任で起用された。
2001年にはFNSアナウンス大賞・スポーツ部門で、2003年には同じくナレーション部門で部門賞を受賞。
2018年7月からは、先輩のスポーツアナウンサーだった石巻ゆうすけの異動に伴って、石巻から関西テレビアナウンス部の部長職を引き継いでいる。
アナウンス部長への昇進後は、管理職の業務を並行しつつ、スポーツ中継や定時ニュースへの出演を続けるかたわら、ラジオ大阪（関西テレビと同じフジサンケイグループのラジオ単営局）からの提案で部下のアナウンサーにラジオパーソナリティを経験させることに尽力。2021年度の『カンテら!』（毎週火・水曜日の未明に放送の事前収録番組）に部下のアナウンサーを日替わりで2名ずつ出演させていたほか、自身も豊田康雄（2010年頃からプライベートで「ロートルズ」というアマチュアバンドを組んでいる同僚アナウンサー）とのコンビでパーソナリティを随時務めていた。

## 現在の出演番組
スポーツアナウンサーとして、主に以下の競技中継へ出演。
- プロ野球中継（阪神タイガース・オリックス・バファローズ戦）
- ダイヤモンドカップゴルフ（ゴルフ実況）
- 格闘技（柔道など）
- アメリカンフットボール

上記の中継以外では、以下の番組を担当。
- 土曜はナニする!?（ナレーション）
- かまいたちの机上の空論城（ナレーション）
- カンテレNEWS（不定期、主に『S-PARK』日曜深夜ローカル枠を担当）

## 過去の出演番組
- アタック600
- ワールドカップバレーボール（2003年に大阪で行われた女子・日本×キューバ戦の実況を担当した）
- プロ野球ニュース ほか
- 大阪国際女子マラソン
- すぽると!
- エキサイティング競馬
- KEIBA BEAT（前身のDREAM競馬時代にはナレーションもしていた時期があった。現在は、勝利騎手インタビューを臨時で担当（大阪国際女子マラソンなど））
- 北海道マラソン（北海道文化放送制作、スタート・ゴール実況）
- カンテら!（ラジオ大阪） - 豊田とのコンビでパーソナリティを務めた回では、「50代の明日なき暴走～ろーとるアナのわがままアワー!!～」という合同企画を放送。「ロートルズ」から、豊田以外のメンバー（プロのミュージシャン）をゲストに迎えることもあった（当該項に詳述）。

### 競馬GI担当レース
馬場の定年退職に伴い、関西テレビではGIレース実況の配置を見直し、それまでの年功序列から適性等を考慮した役割分担に変わった。大橋の場合はマイル（JRAでは1,600m）路線を担当。
2012年10月14日、第17回秋華賞ではジェンティルドンナの牝馬三冠達成の実況を担当した。関西テレビのアナウンサーで三冠達成実況を行ったのは松本暢章（1964年）・杉本清（1983年、1984年、1986年、1994年）・石巻ゆうすけ（2003年、2010年）・馬場鉄志（2005年）・岡安譲（2011年）・川島壮雄（2018年、2020年、2023年）・吉原功兼（2020年）（達成順。杉本、川島は牡牝両方。石巻、吉原は牝馬三冠）に次いで6人目である。2014年は石巻ゆうすけの後を引き継ぎ、宝塚記念の実況を担当した（2015年は後輩の川島壮雄、2016年は吉原功兼、2019年は岡安譲が担当）。
- 高松宮記念（2011年）
- 宝塚記念（2014年）
- 秋華賞（2008年〜2009年、2012年〜2014年）[4][5]
  - 2010年と2011年は石巻ゆうすけが担当。
- マイルチャンピオンシップ（2007年、2010年〜2011年）
  - 2008年と2009年は岡安譲が担当。
- ジャパンカップダート（2011年）
- 阪神ジュベナイルフィリーズ（2005年〜2006年、2010年、2012年〜2013年）
  - 2006年にはウオッカのGI初制覇を実況。

### 社名レース
- 関西テレビ放送賞ローズステークス（2008年〜2009年、2012年〜2014年）